# マザーシャシー

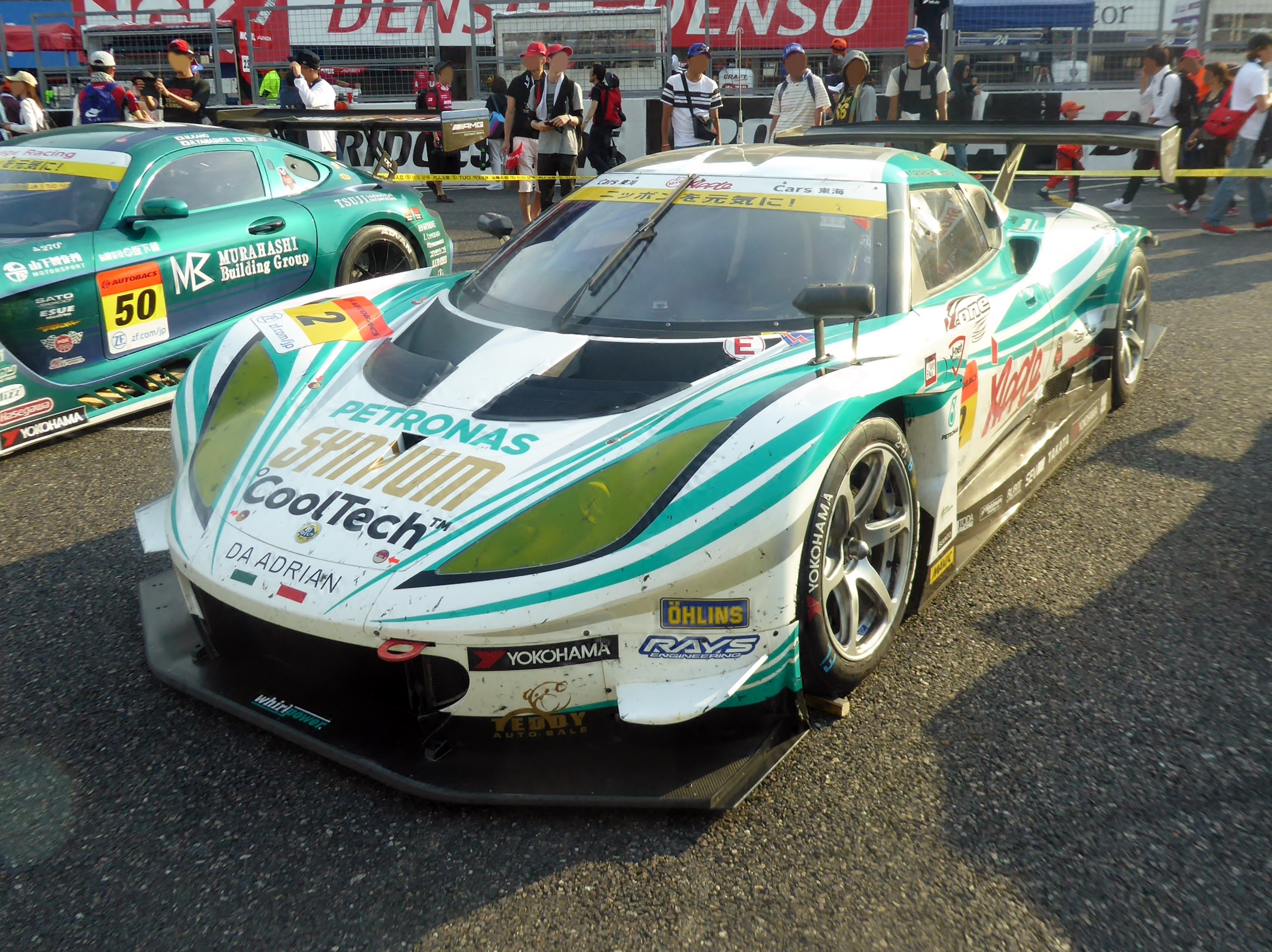
マザーシャシーで開発されたロータス・エヴォーラ

マザーシャシー (Mother Chassis)とは、SUPER GTを運営するGTアソシエイション（GTA）が販売しているレーシングカーのシャシーである。略称はMC。

## 経緯

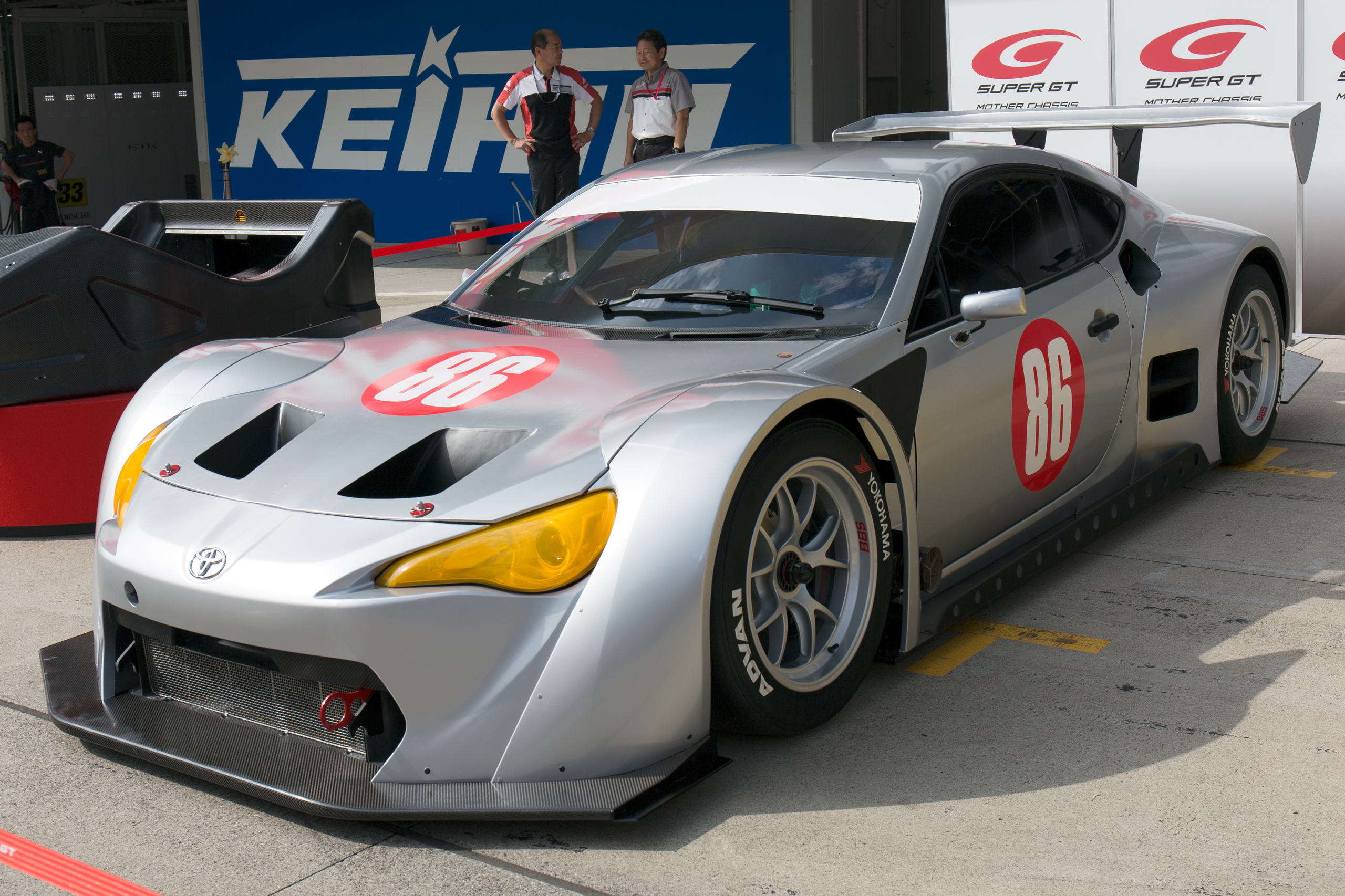
2014年鈴鹿1000kmで展示された、86MCのプロトタイプ

2000年代後半から2010年代前半のSUPER GTのGT300クラスでは、JAF-GT車輌に適用されている技術レベルの上昇に伴うコスト高騰から、より安価で誰でも購入が可能であるFIA-GT（グループGT3）車両の数が増加していた。しかしその代わりFIA-GT車両は購入した状態からユーザーが自由に改造できる部分はほぼ無いため、童夢の林みのるら日本自動車レース工業会（JMIA）は日本のものづくりが衰退してしまうのではないかと危機感を抱いていた。またGTAの坂東正明代表も、外国車ばかりのGT3車両でGT300が埋め尽くされることを危惧しており、JMIAに相談を持ちかけた。そこでユーザーが低コストで車両が作成できる様、共通化されたシャシー・エンジン・トランスミッションを供給しようと2010年にGTAに提案を行った。
度重なる議論の末一度は白紙に戻ったものの、童夢と林が独自に開発を始めていた市販スポーツカープロジェクト「ISAKU」のシャシーを流用することで可能になる目が出てきた。そこで坂東が「レースからは足を洗った」と言い張っている林に長きにわたる交渉を行った結果、2013年に「主要部分の開発・供給の見通しがついた」として車両規則が決定された。
2014年9月に岡山国際サーキットでシェイクダウンが行われ、10月のタイ戦では実戦デビュー。トヨタ・チーム・タイランドの元で土屋武士とナタウッド・ジャルーンスルカワッタナがステアリングを握り、14位で完走した。このマシンはタイに残され、11月に行われたタイスーパーシリーズのスーパーカークラスで、大嶋和也が2レースで勝利しマザーシャシー初優勝を記録した。
こうしてマザーシャシーの完成が確認されて規則も整備された後、2015年から本格的な導入が始まった。
なお前述の通り、当初はマザーシャシーをベースに公道走行可能な市販車を並行して開発する計画だったが、こちらは林の離婚問題に端を発する開発資金不足のため、2014年8月に開発断念が発表されている。

## 技術規則

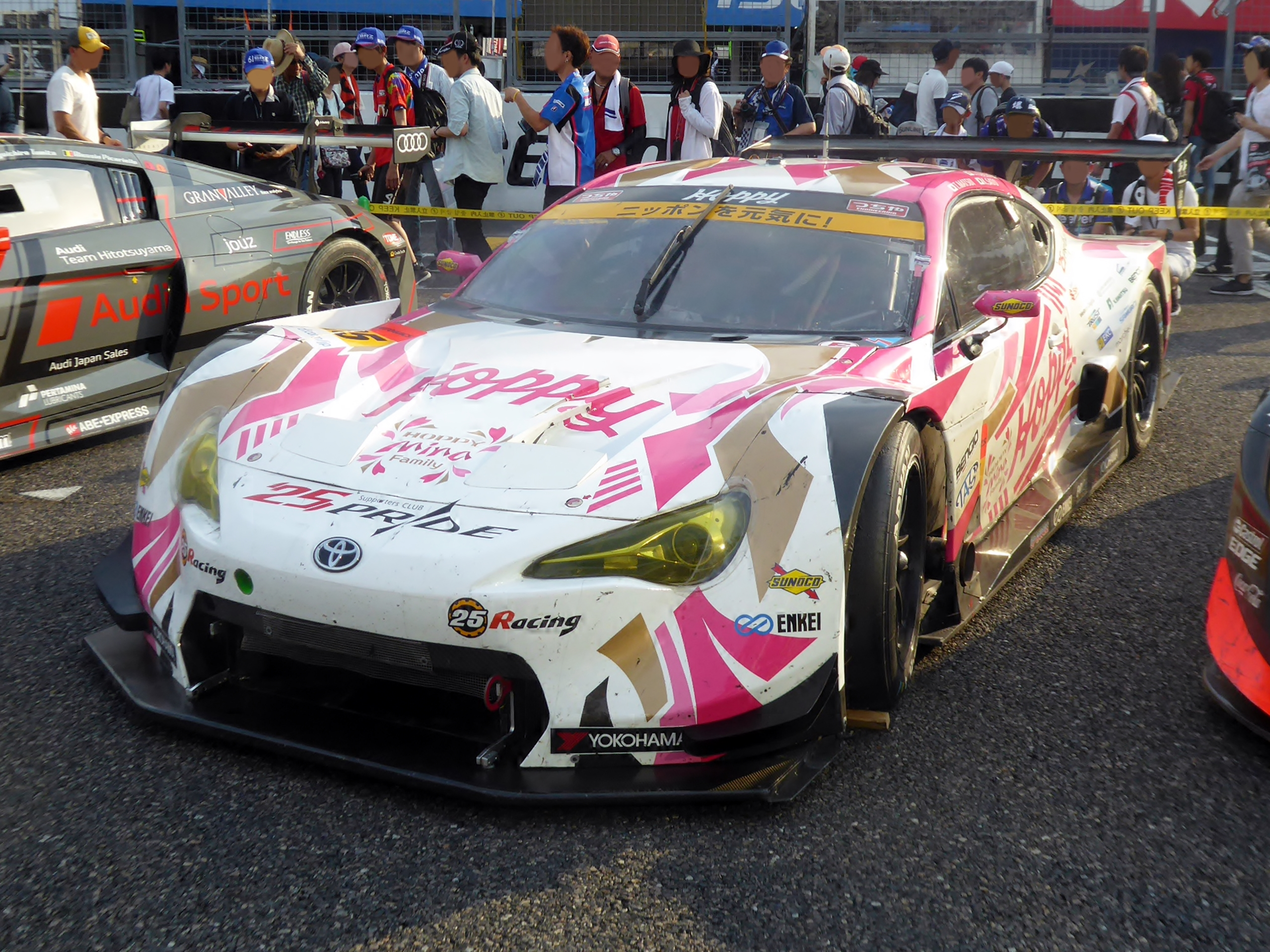
マザーシャシーのトヨタ・86

日本自動車連盟（JAF）が発行する国内競技車両規則での分類はJAF-GT300の一種（JAF-GT300MC）に分類されるため、JAF-GT300とマザーシャシーの規則は共通点が多いが、マザーシャシーはモノコック・エンジン・ロールケージ・ディフューザーがワンメイクである点が異なる。エンジンはGTAが販売する「GTA V8」で、製造元は公式には明らかにされていないが、4.5L 自然吸気 V8で93.0 mm x 82.7 mmのボアストローク比であることから日産・VK45DEと見られている。最大馬力は450以上で、GT500やFIA-GTより50〜100馬力ほど劣る。最低重量は性能調整にもよるが1100kg程度で、GT500より100kg近く重く、FIA-GTより100〜200kgほど軽い。
共通モノコックの設計・開発は日本で、生産はタイにある童夢の子会社（その後売却され、2018年現在は東レの関連会社）で行われる。童夢がFIA-F4に供給しているものと同様に、童夢独自のカーボン技術であるUOVA製法が用いられている。UOVAは重量がやや嵩むが、経年劣化が殆ど無く剛性も高く、安価にできるなどのメリットがある。また設計上の想定はフロントエンジンであるが、ベース車両によってはミッドシップへのエンジン搭載も可能となっている。
自由に開発できる部分としては、オーバーハング、空力、ウィンドウ・ドア・ピラー・フラットボトム・サイドシルなどの車体の材質または形状、開口部の設置など外装に関わる部分や、ドライブシャフト・プロペラシャフト、クラッチ、トランスミッションなどの駆動系、冷却、スタビライザー、サスペンションなど多岐にわたる。またベース車両の駆動形式を四輪駆動以外に換装できる。ただし運動エネルギー回生システムは禁止されている。
外装は2012年の構想段階よりトヨタ・86が採用されており、最終的にも86がベースで決定された。意匠権について許可を取れば、他の市販車にも変えることができる。なおベース車両は通常のJAF-GT300の場合「①FIAグループN/A/GT3/GT2/GT1、JAF量産ツーリングカーまたは特殊ツーリングカーとして公認された車両。②JAF登録車両として登録された車両」だが、マザーシャシーでは「③JAFによって認められた車両」という項目が追加されている。
2015年時点の車両代は約5,000万円で、改造費はつちやエンジニアリングの場合は約1,500万円。ホームセンターで材料を調達するなど、工夫次第では近年価格の高騰しているGT3車両より安く仕上げることも可能であるという。

## パフォーマンス・戦績
2014年のシェイクダウンでは土屋武士・ナタウッドともに車体剛性の高さを賞賛していた。予選では極めて高いポテンシャルを見せており、デビューイヤーの2015年にはマザーシャシー全体で3度、2016年には4度、2017年にも3度ポールポジションを獲得している。また決勝では軽い車体でタイヤに優しいことを活かした無交換作戦で首位争いを展開することが多い。
フィーリングは、GT500とマザーシャシーをドライブした経験のある小林崇志によると、GT500のスペックを少し落とした程度でそれほど大きな差は感じないという。
しかし一方で土屋曰く熱や振動などの問題で「走れば走るほど壊れていく」というほどトラブルが頻発する。特に高周波の振動の問題が酷く、ステアリングを握ることも困難なほか、計器・バッテリー類などに至るまで様々なパーツが壊れてしまう。そのため決勝中にコース脇にマシンを止めたり、ピットガレージに入れてしまう場面がよく見られる。
またGT3勢よりエンジンパワーは低く設定されているため、コース上の追い抜きには向いていない。タイヤ無交換作戦を連発しているのは、やむを得ずそうしているという事情もある。
そのマザーシャシーをいち早く手懐けたつちやエンジニアリングのVivac 86 MCは、マザーシャシーとチームのデビュー年にタイで初PP・菅生で初優勝を挙げ、2年目の2016年には2勝を挙げて早くもダブルタイトルを獲得した。
2017年はVivac 86 MCがオートポリスで優勝した。また最後となる鈴鹿1000kmではマザーシャシー勢が1-2-3を占める活躍を見せ、決勝も有利に進めたが、相次ぐトラブルとクラッシュで3台とも姿を消した。この年はVivacの年間ランキング5位が最高成績となった。
2018年開幕戦ではUPGARAGE 86 MC86が、つちや以外のMCで初の優勝を挙げている。
しかしこうした華々しい戦果を挙げ続けた結果、FIA GT3車両を使う他チームからの風当たりが強くなっていき、BoPで不利な性能調整をされるようになった。本来ならGTAが第2世代マザーシャシーの検討を行うべきところであったが、話は一向に進展が無い様子である
。
こうして勝てなくなったマザーシャシーは使用者が減少。2017年には6台のMCが参戦していたものの、2018年にはartoが、2019年にはUPGARAGEがGT3に移行すると、2020年には埼玉トヨペットがJAF-GT仕様のスープラへと移行、開発にも携わったはずの土屋率いるつちやエンジニアリングも同年にGT3に移行した。
2020年は新たに単独で参戦したmuta Racing INGINGが元artoのADVICS muta MC86を使用したため3台のMCが参戦し、INGINGが複数のポールポジションを獲得、Cars Tokai Dream28のロータスMCも第3戦で優勝を飾り一定の戦果を挙げている。
2021年は前年にMCで参戦していたINGINGにCars Tokai Dream28がジョイントした事で1台減り、MCは2台のみの参戦となった。INGINGがMC86から移行したロータスMCは第4戦でFCYを利用し優勝を飾るものの、エンジンの供給状況が不透明な事から翌2022年よりJAF-GT仕様のGR86へと移行した。
2022年は前年のINGINGの経緯から他のMC勢の動向が注目されていたが、ArnageがメルセデスAMG GT3からINGINGが使用していた86 MCに移行し、TEAM MACHもMC86 マッハ号で継続参戦したため前年同様に2台が参戦し、マッハ号は第2戦で2位の表彰台を
獲得している。ただしこの年の最終戦での追突事故のダメージによりマッハ号はモノコックが全損した。
2023年は前年の最終戦の影響によりマッハ号の参戦が危ぶまれたが、前年にArnageが走らせていた元INGINGの個体を購入する事で参戦を継続する。

## マザーシャシーで制作された車両
- トヨタ・86

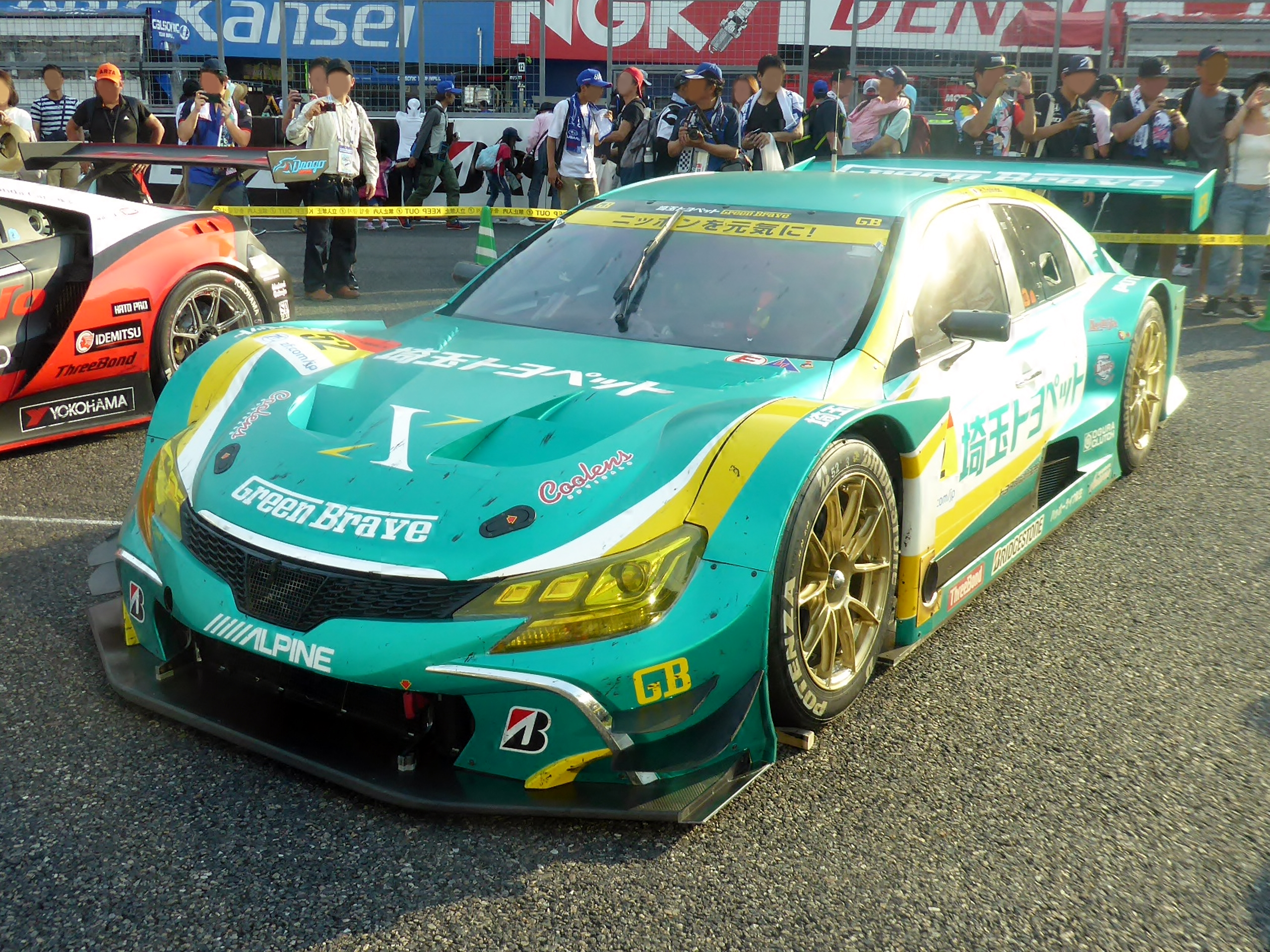
マザーシャシーのトヨタ・マークX

  - つちやエンジニアリング（2015年 - 2019年）
  - TEAM MACH（2015年 - 2022年、2023年 - ） (2022年にモノコック全損、2023年から元INGINGの個体に変更)
  - TEAM UPGARAGE（2015年 - 2018年） (2019年につちやエンジニアリングの車両修理に提供[25])
  - TOYOTA TEAM THAILAND（2017年）タイ戦に限れば（2014年、2016年）
  - INGING（2020年）→ Arnage Racing（2022年）（2023年にTEAM MACHに売却）
- ロータス・エヴォーラ
  - Cars Tokai Dream28（2015年 - 2020年）→ INGING（2021年）
- トヨタ・マークX
  - 埼玉トヨペット Green Brave（2017年 - 2019年）